# Irschenberg
Irschenberg település Németországban, azon belül Bajorországban. Lakosainak száma 3331 fő (2023. december 31.). Irschenberg Miesbach és Weyarn községekkel határos.

## Népesség
A település népessége az elmúlt években az alábbi módon változott:
| Lakosok száma | 753  | 1294 | 1973 | 2504 | 3114 | 3197 | 3198 | 3177 | 3197 | 3331 |
|               | 1875 | 1950 | 1975 | 1987 | 2012 | 2014 | 2016 | 2017 | 2021 | 2023 |

## Fekvése
Irschenberg az Alpok egy 730 m magasságú gerince szélén, a Mangfall völgyben található. Rosenheimtől 20 km-rel nyugatra, Bad Aiblingtől 10 km-re, Salzburgtól 95 km-re, Kufsteintől 43 km-re, Miesbachtöl 8 km-re, Münchentől 46 km-re fekvő település.

## Története
A helyet korábban "Ursenperig" néven említették, neve vélhetően a latin ursus (medve) szóból származik.
Nevét 657-ben az ír Bischof Marinussal és Diakon Aniannal kapcsolatosan említették. A hagyomány szerint a két misszionárius 697-ben  itt lett vértanú, melyre a Wilpartingi szentély emlékeztet. Plébániáját 1315-ben "Ursenperig" néven említették először.

## Galéria

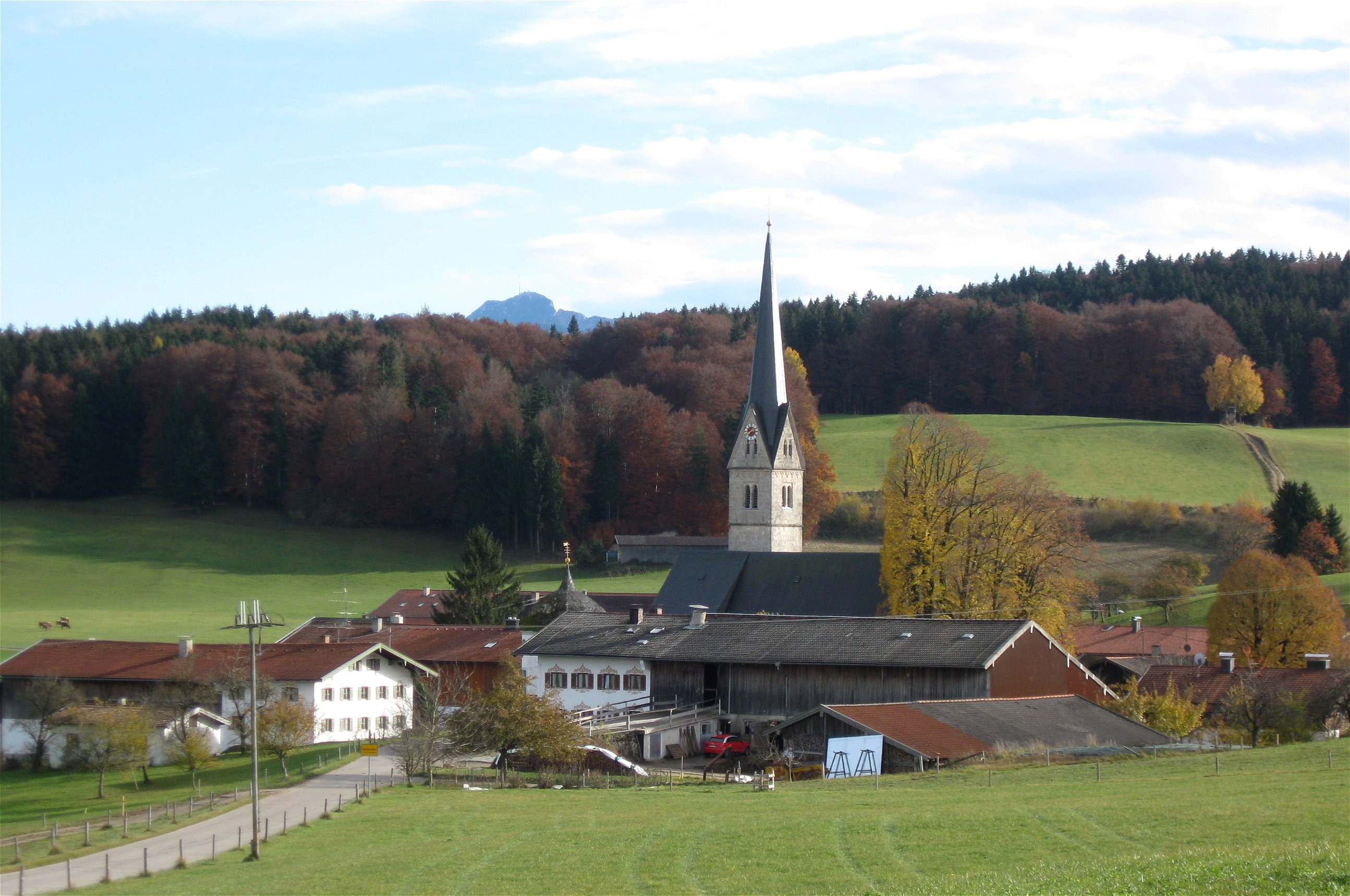
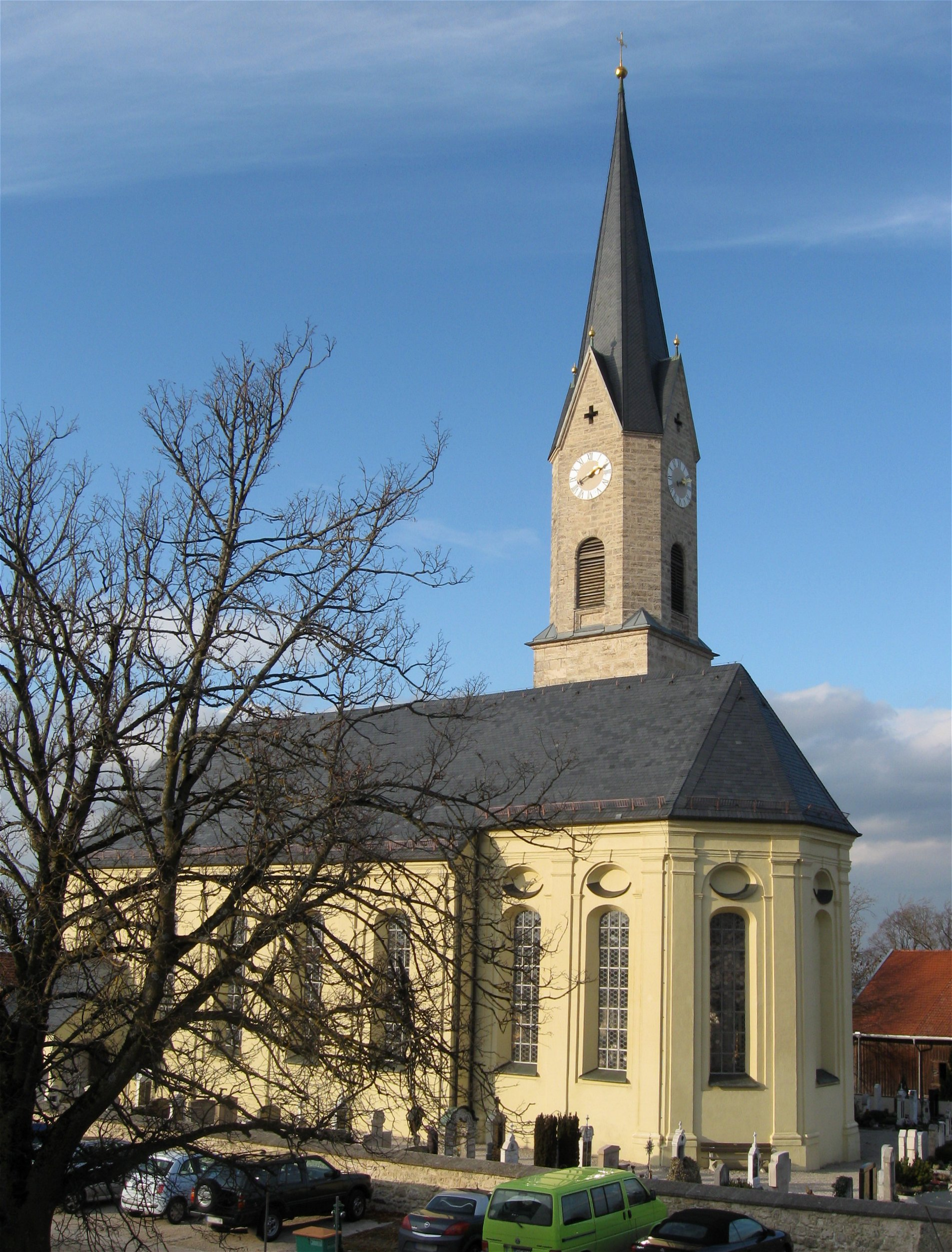
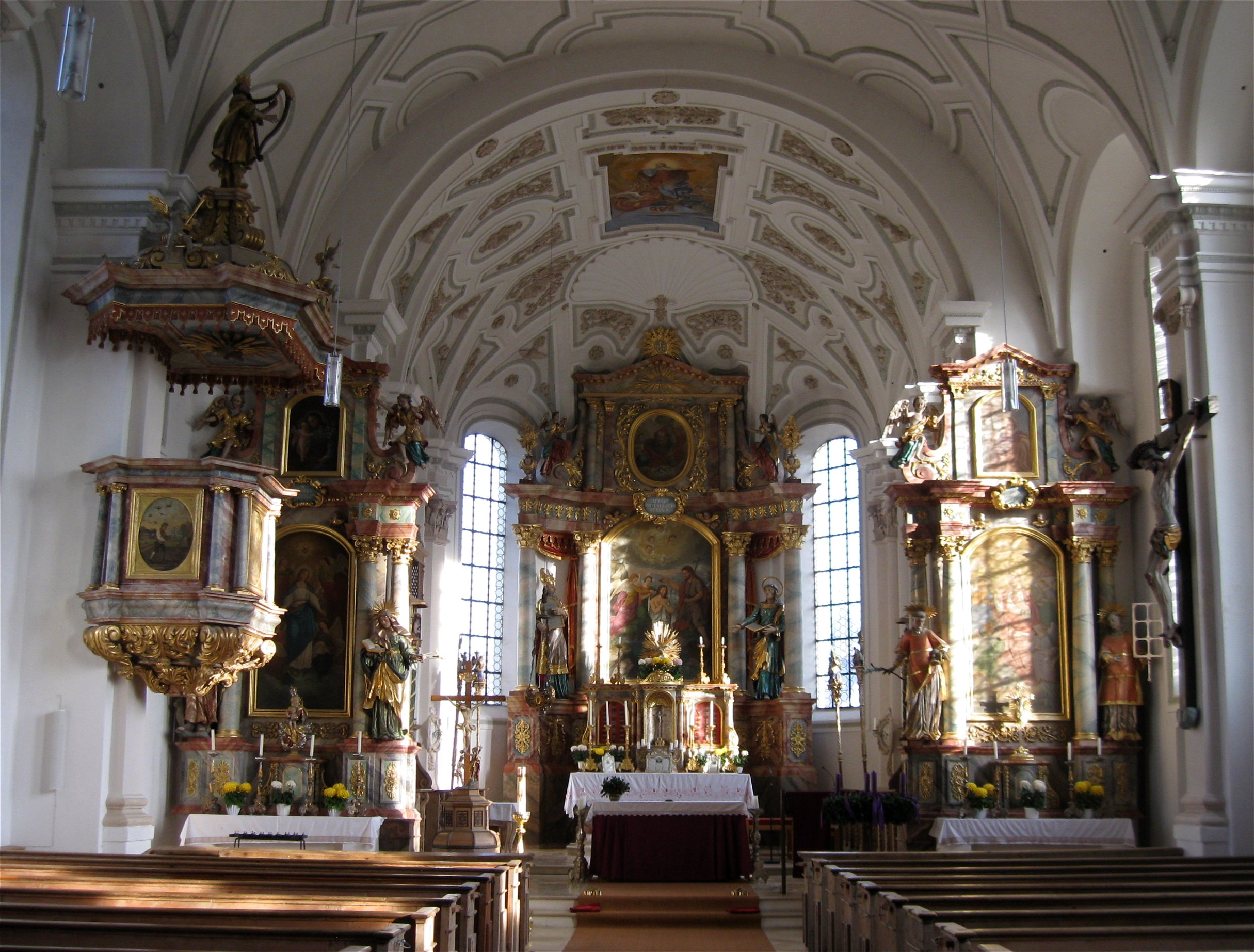
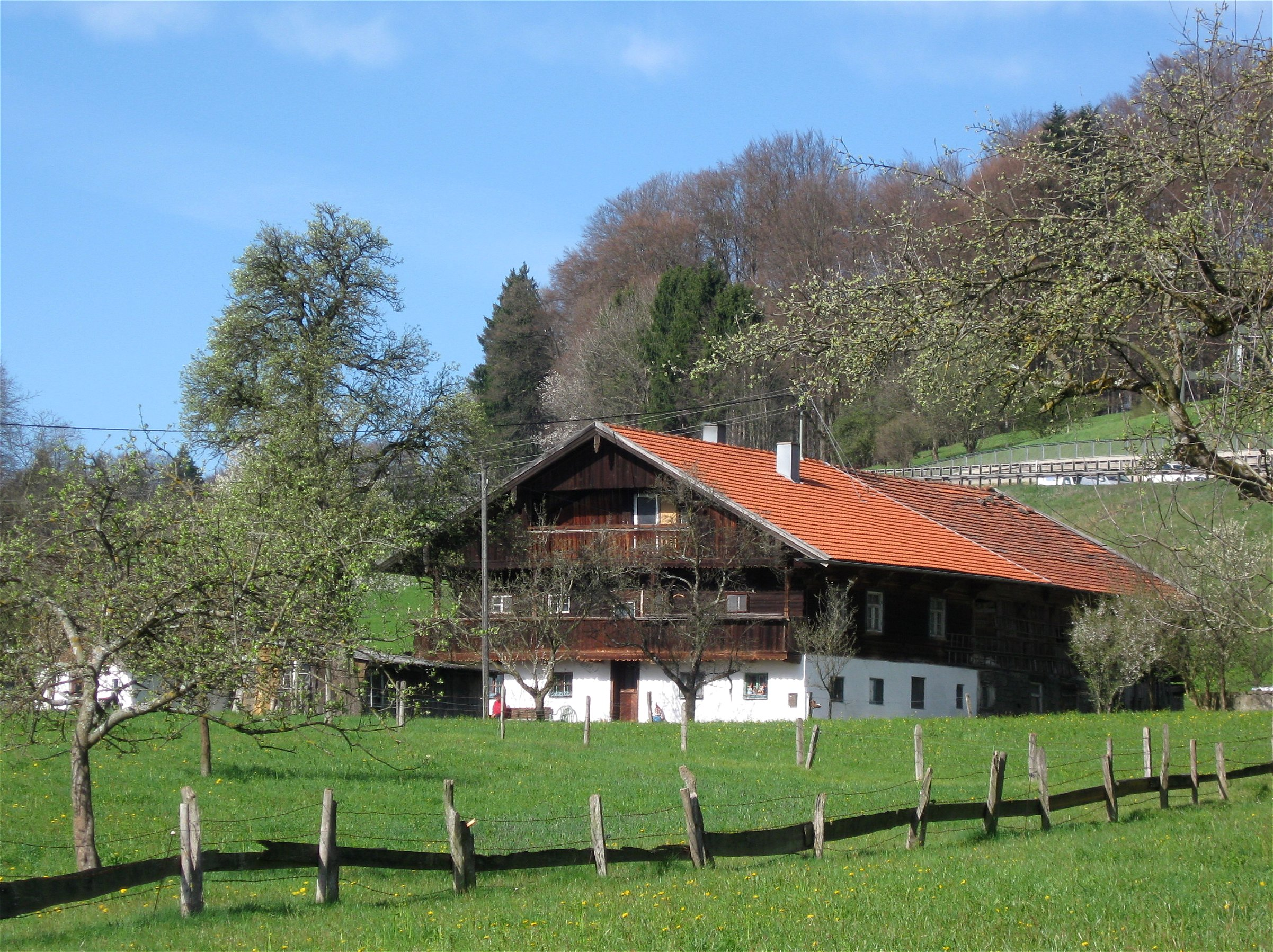
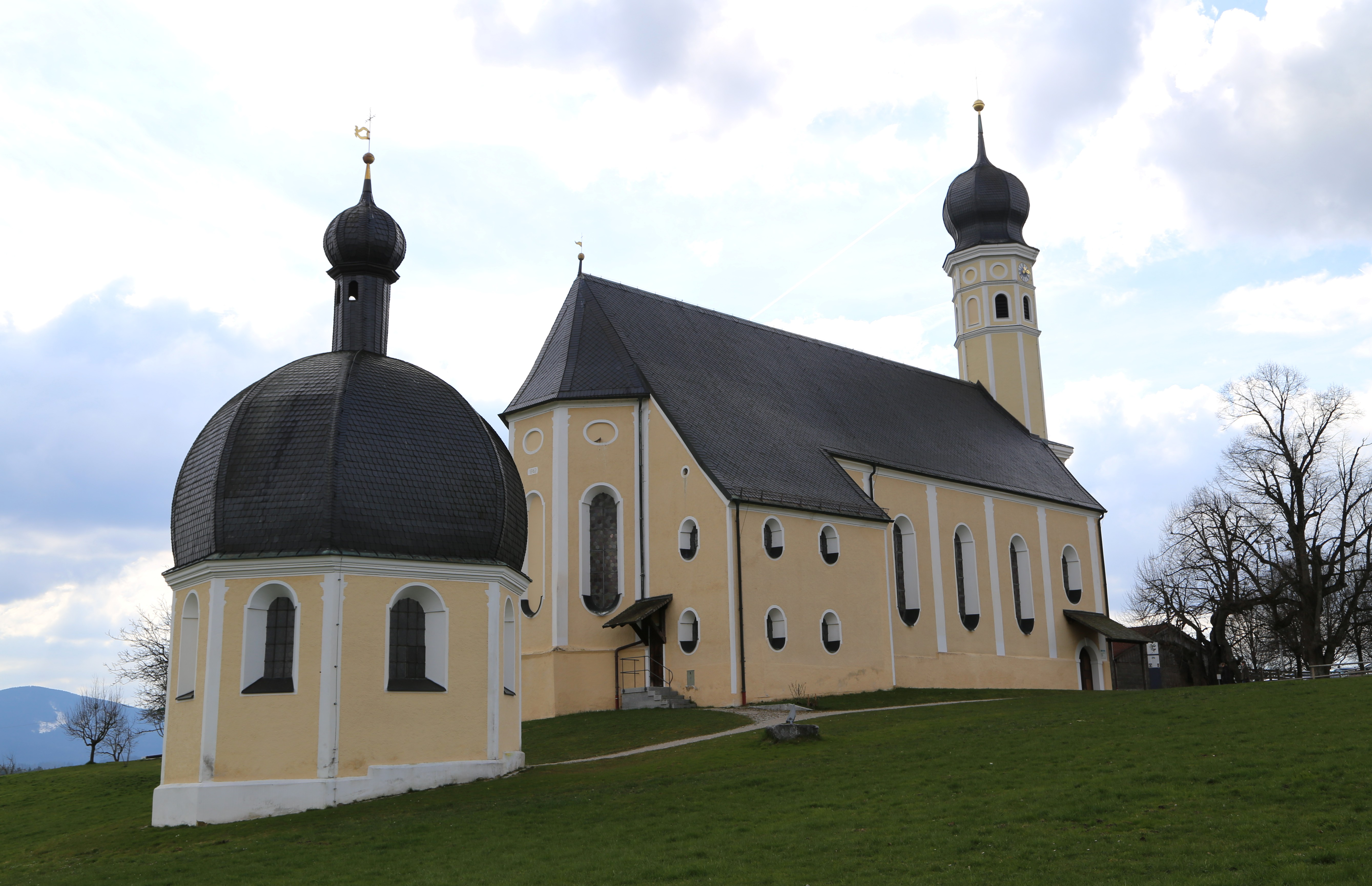
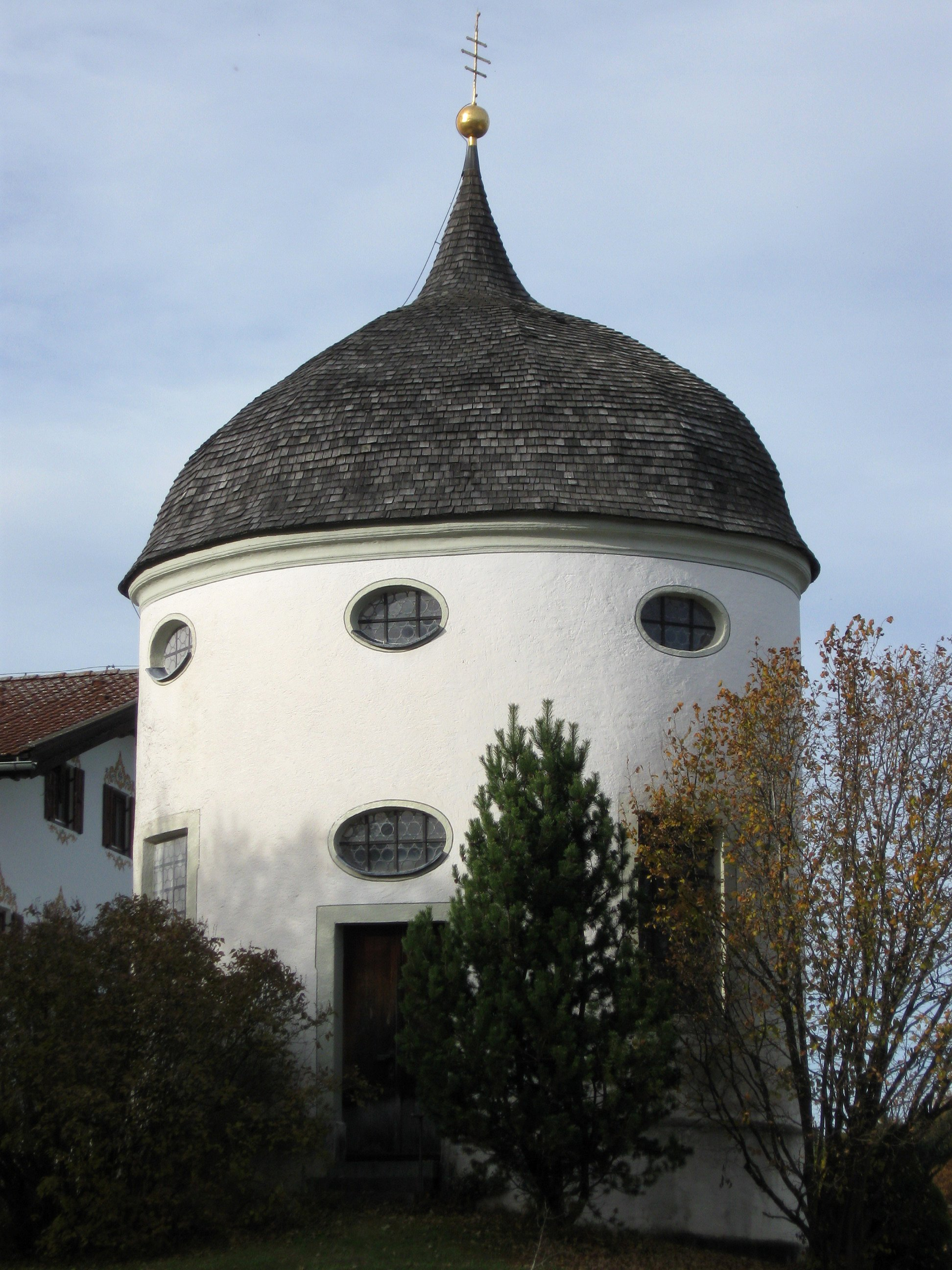
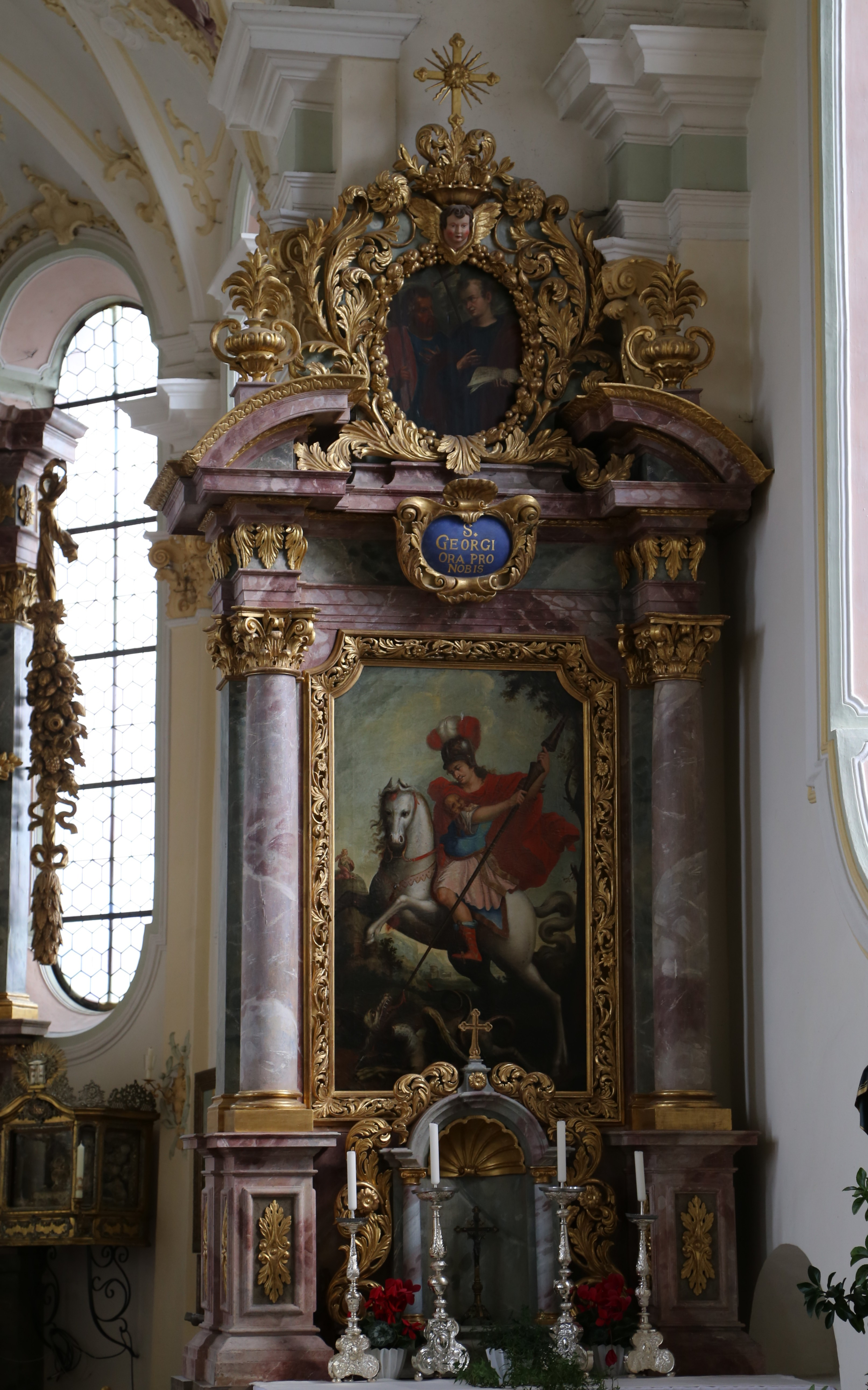
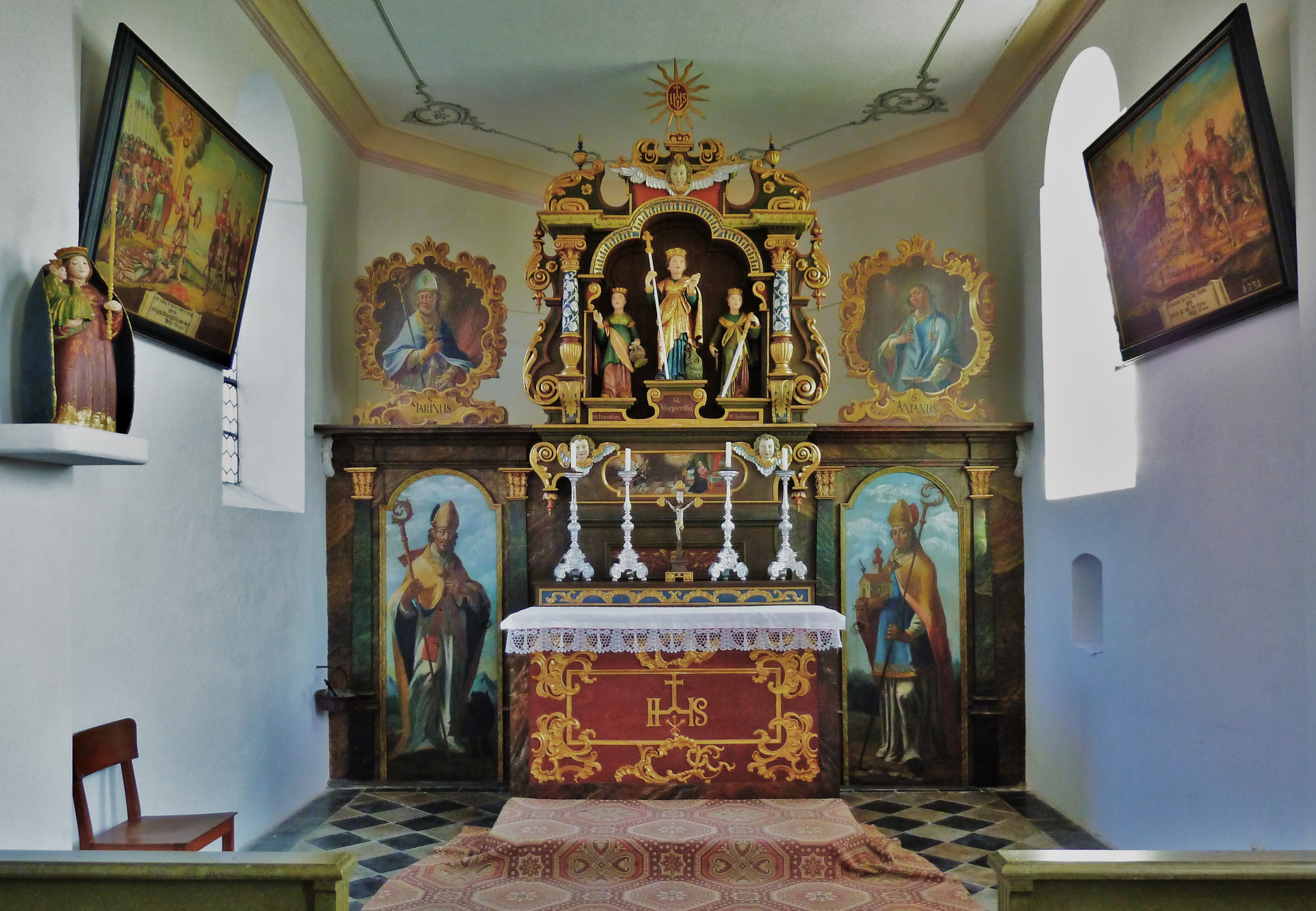
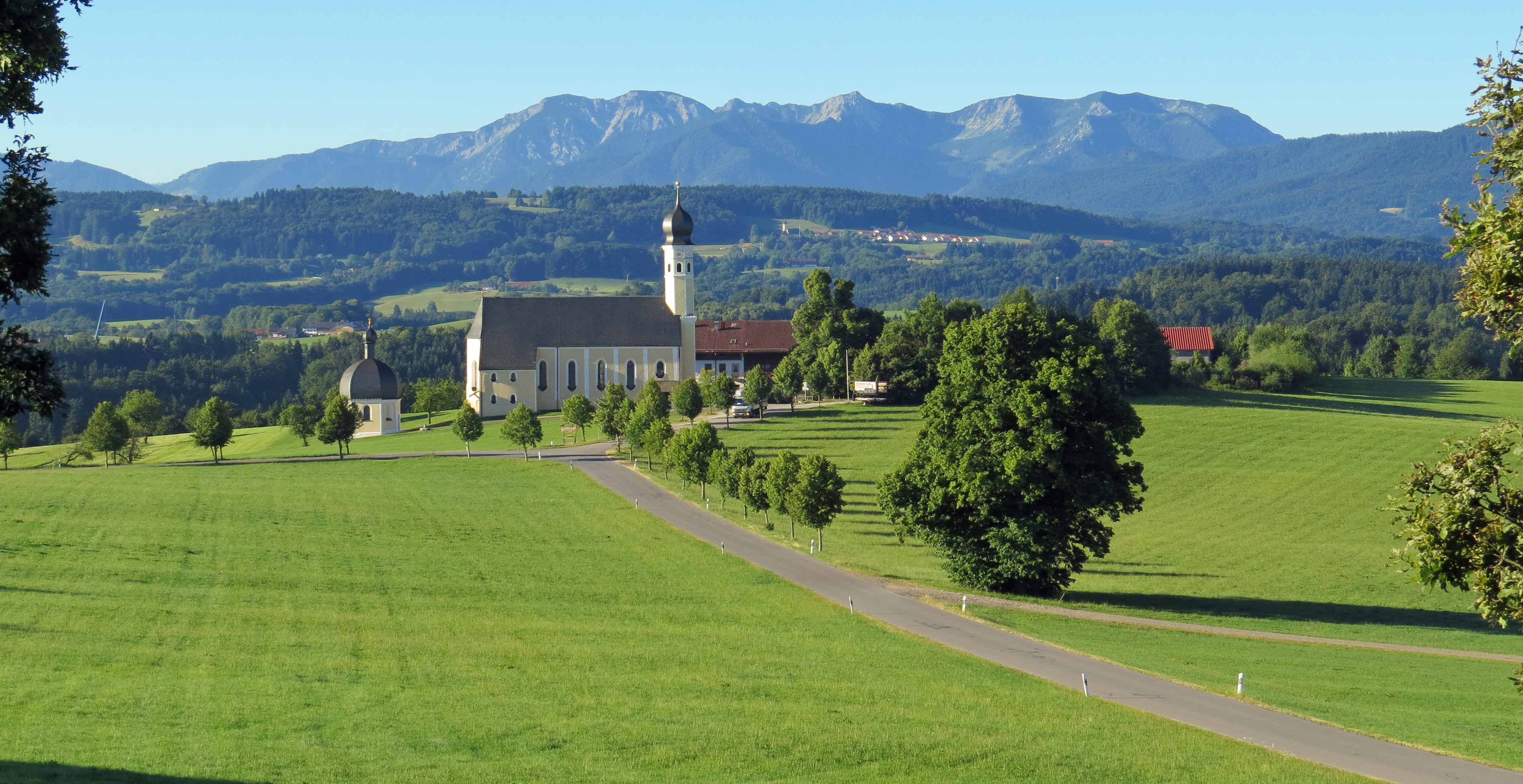
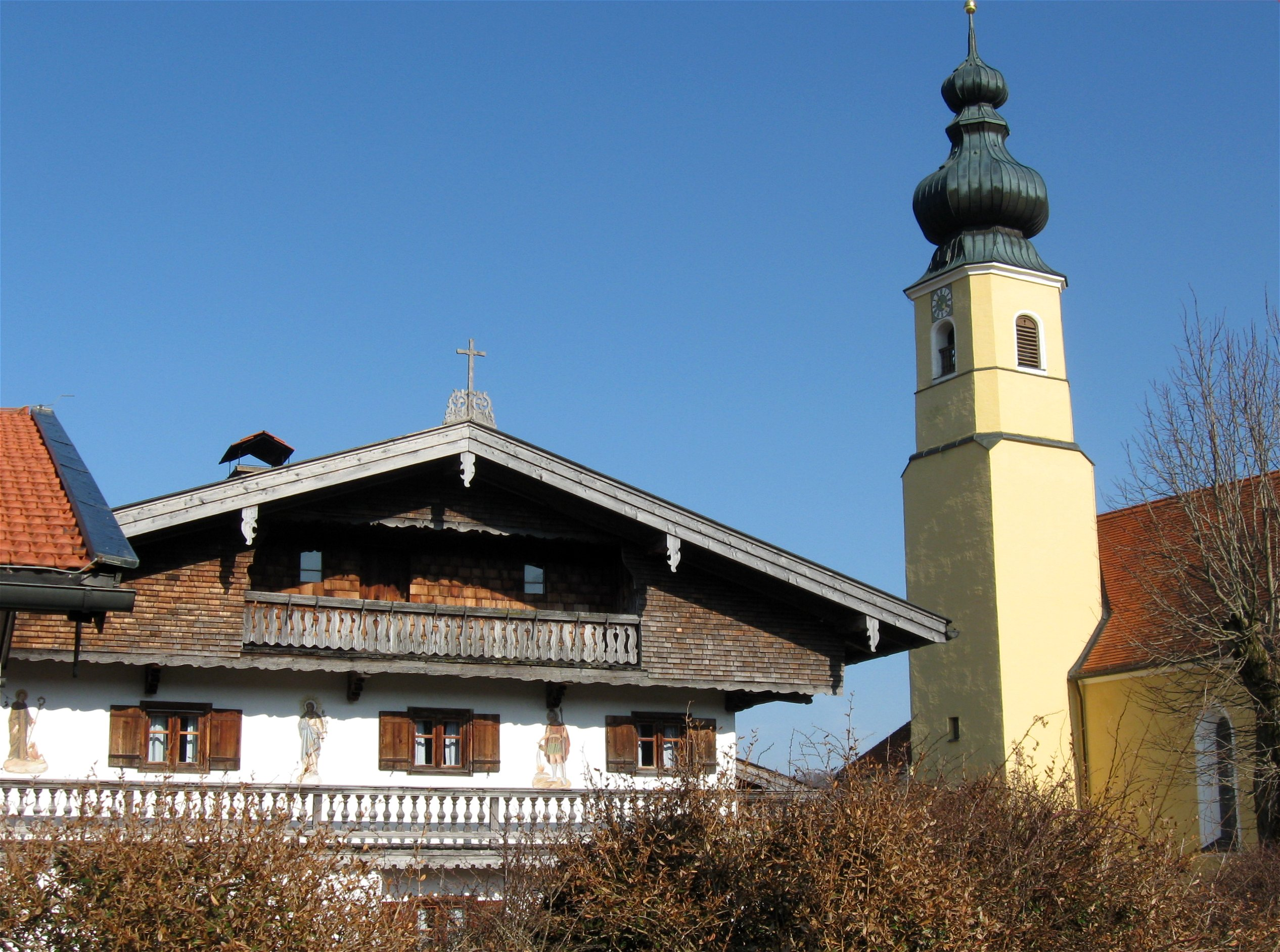

## Nevezetességek
- Wilpartingi szentély